# Groenplaats (premetrostation)

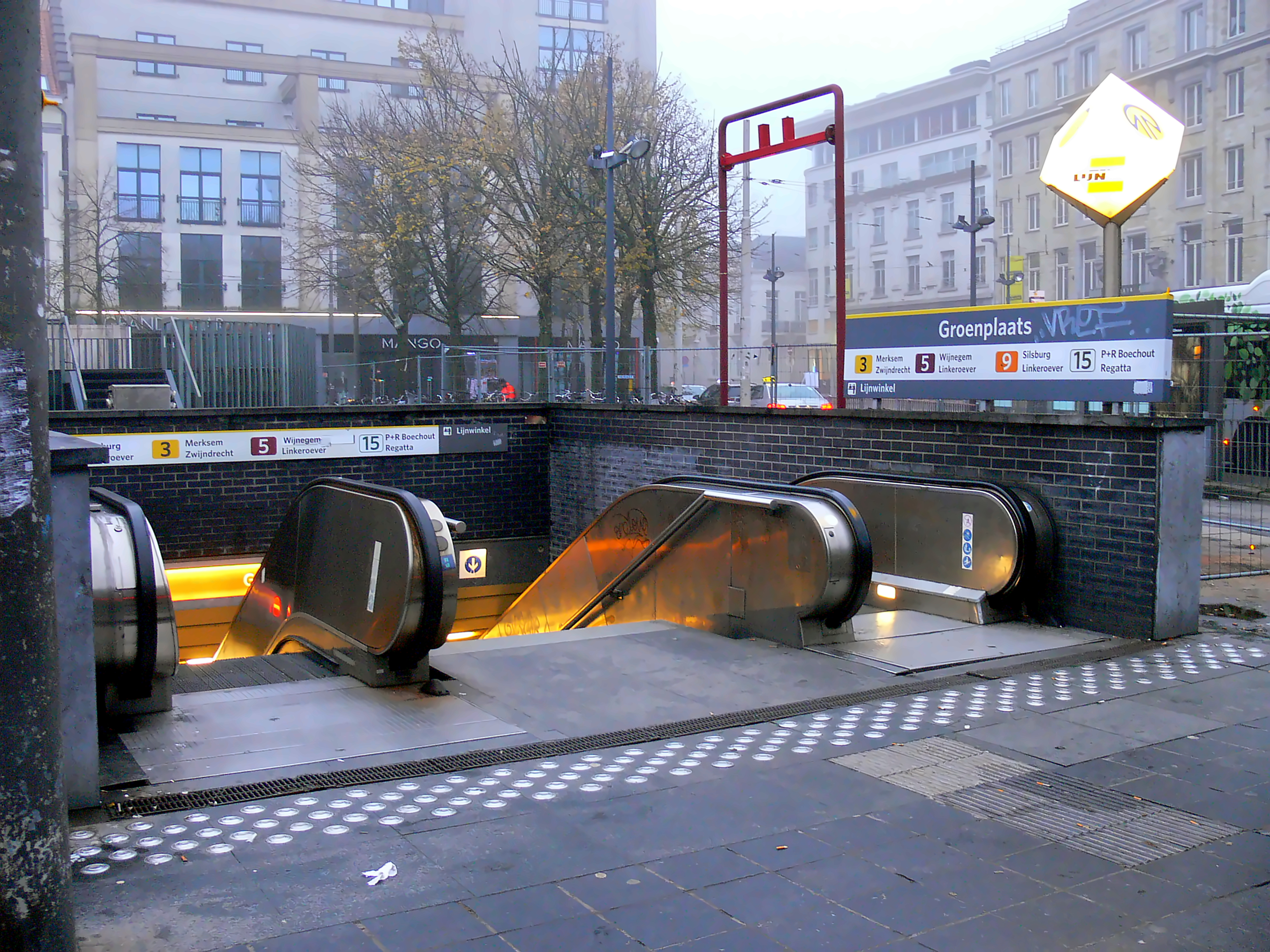
Station Groenplaats ingang op de Groenplaats

Groenplaats is een Antwerps premetrostation, gelegen onder het gelijknamige plein in het centrum van de stad.
Station Groenplaats is samen met de stations Meir en Opera geopend op 25 maart 1975 dit zijn de 3 oudste stations.
In 2025 zal het station grondig gerenoveerd worden.
Het is te herkennen aan de groene inkleding op de perrons richting Linkeroever en aan de bakstenen afwerkingen op de perrons richting Meir. Vanaf de perrons kijkt men uit op het werk "The Rainforrest" (Menno), een groene tegelmuur in golfjes. Vroeger bevond zich nog een ander kunstwerk, een uitgeholde witmarmeren steen, op het zogenaamde "Trefpunt" onder de kiosk. Het was de bedoeling dat dit station later zou omgebouwd worden naar een metrostation, maar die plannen werden in 1974 al verlaten.
Tot de opening van de Brabotunnel, op 21 september 1990, hadden de ondergrondse lijnen hier hun eindpunt. De trams reden op niveau -2 via een keerlus onder het plein om op hetzelfde niveau -2 op het perron richting Meir uit te komen. Bij de ingebruikname van de Brabotunnel werd het station verbouwd en werd ook niveau -3 in gebruik genomen. Vanaf dan werd de keerlus een doodlopend spoor op niveau -2.
Het station heeft 2 ingangen op straat niveau nl aan de Karel de Grote Hogeschool en op de Groenplaats. Het station heeft naast trappen wel roltrappen maar geen lift.
Op niveau -1 bevindt zich een stationshal met toegang tot de beide perrons en de 2 toegangen op straat niveau. Er zijn ook doorgangen naar de ondergrondse parking en het Grand Bazar Shopping Center. 
Op niveau -2 bevindt zich het 60m lange perron richting Linkeroever.
Op niveau -3 ligt het 60m lange perron richting Meir.
Het station wordt bediend door volgende lijnen:

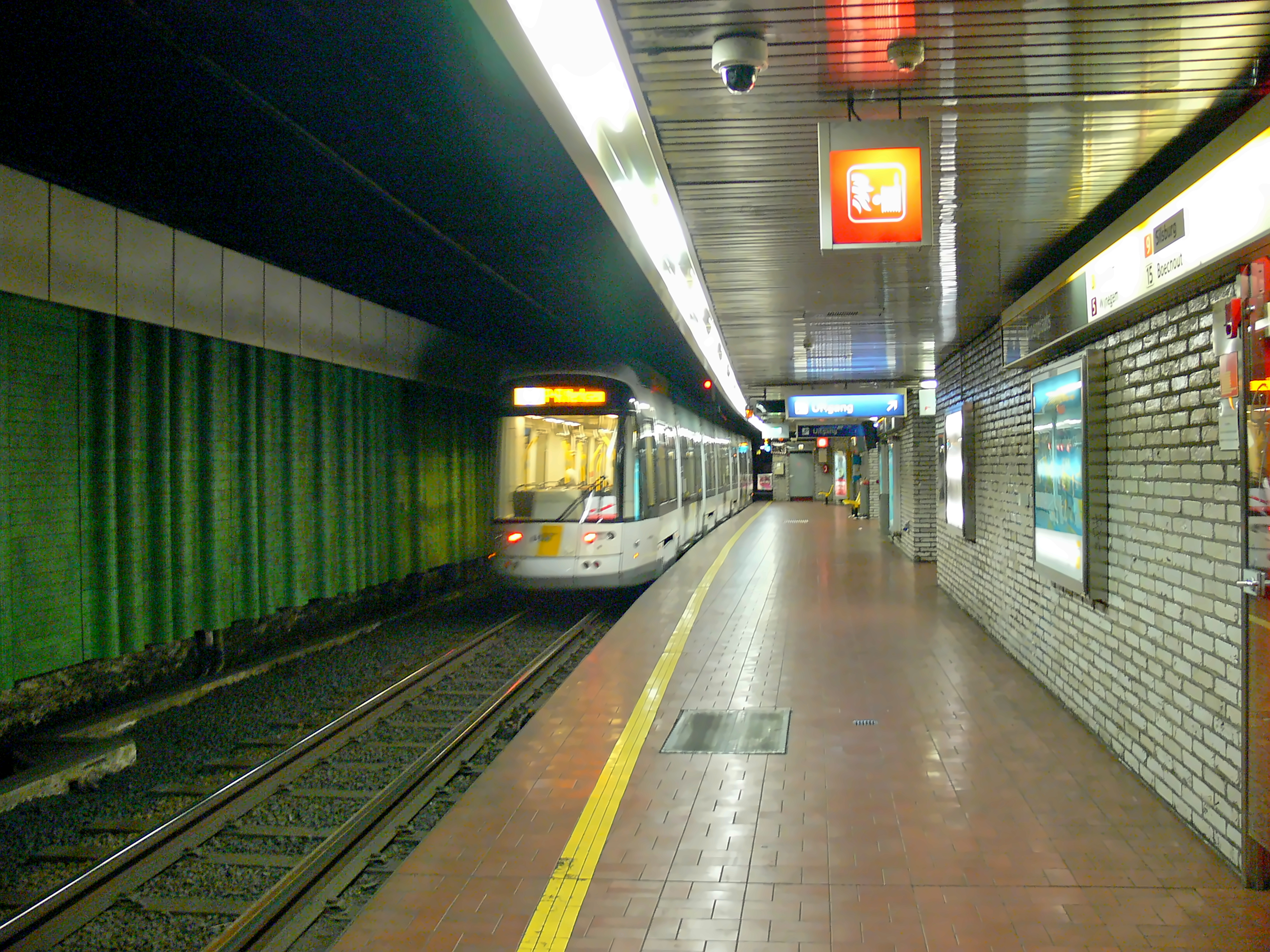
Station Groenplaats niveau -3 perron naar Meir met een Albatros XL van Lijn 3

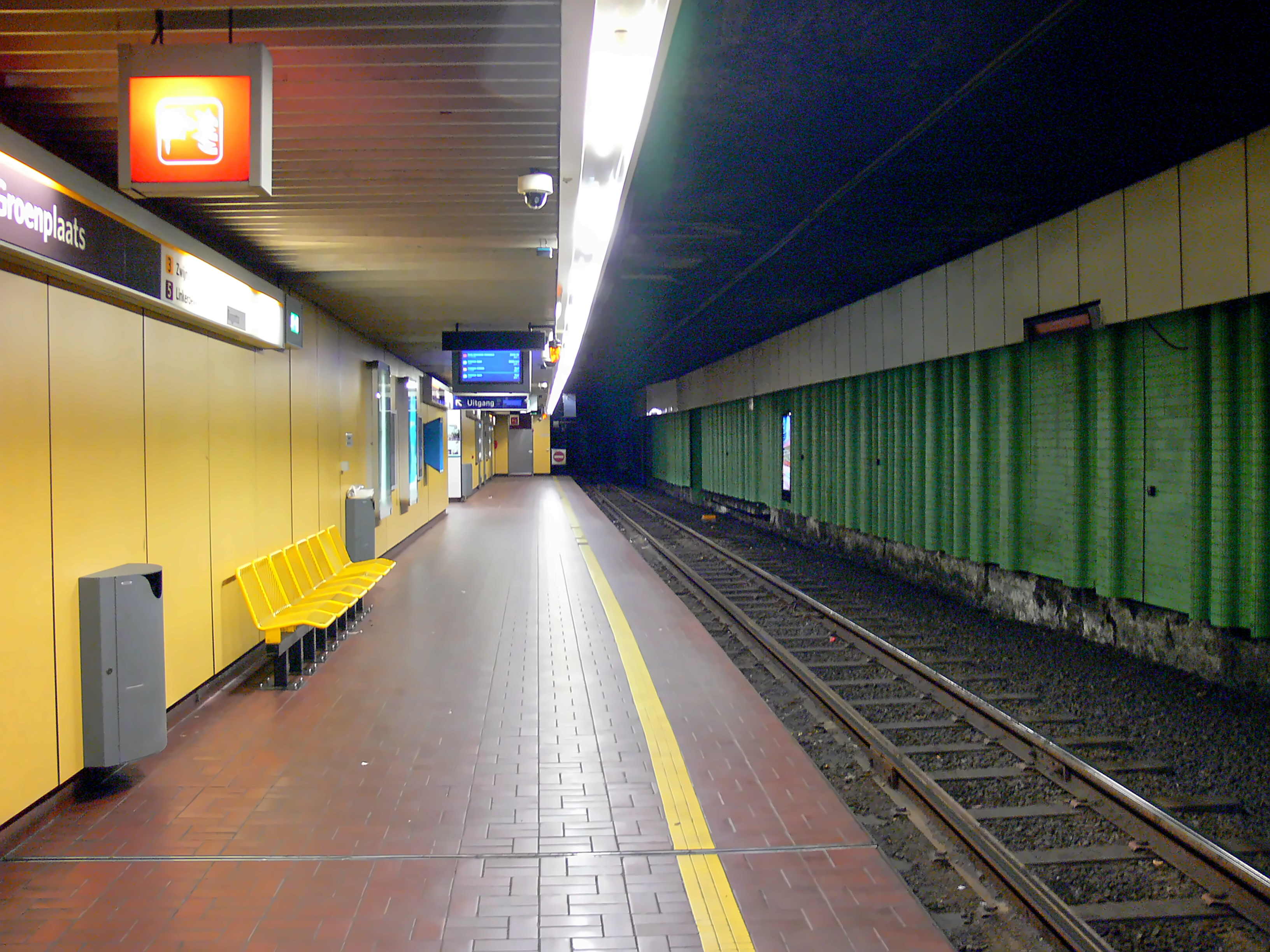
Station Groenplaats niveau -2 Perron naar Van Eden

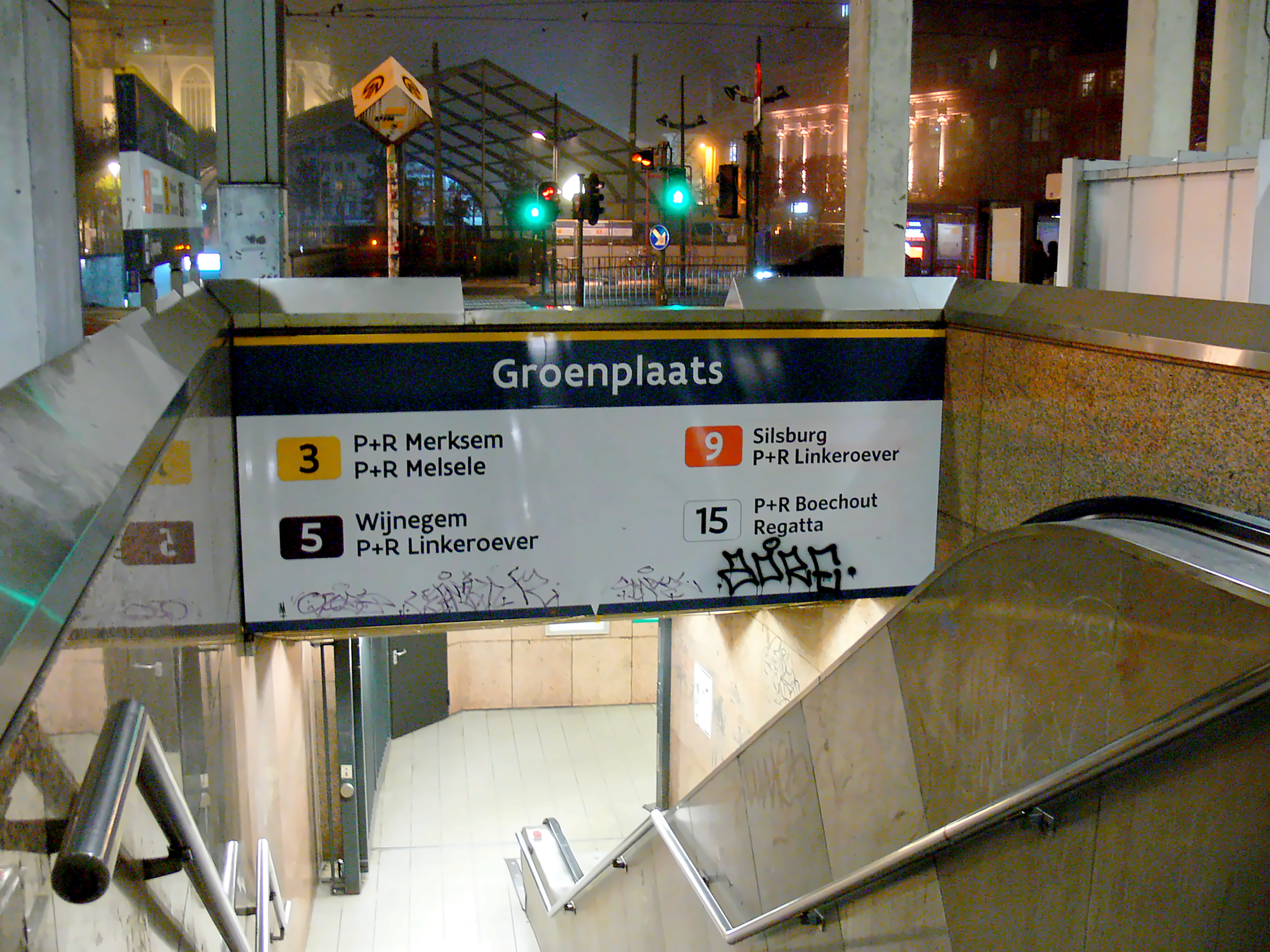
Station Groenplaats ingang aan de Karel De Grote Hogeschool

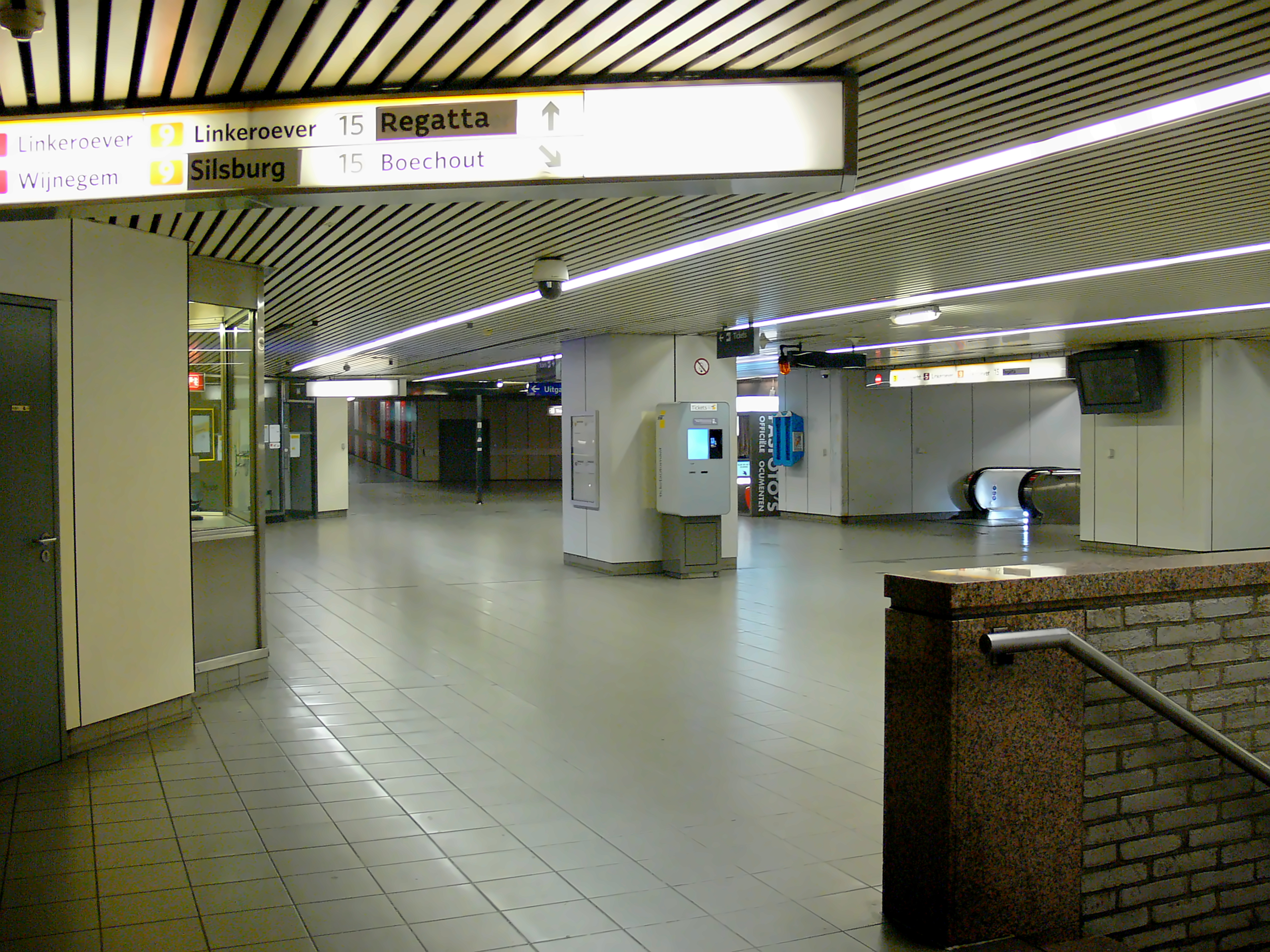
Station Groenplaats niveau -1 stationshal

Lijn 3 Merksem - Zwijndrecht
Lijn 5 Wijnegem - Linkeroever
Lijn 9 Silsburg - Linkeroever
Lijn 15 Boechout - Regatta

## Toekomst
In 2025 start een grote renovatie van het station (samen met de heraanleg van de Groenplaats). Hierbij krijgt het station een nieuwe toegang op de Groenplaats en worden onder andere de perrons uitgebreid tot 7m breed op sommige plaatsen en 70m lang op niveau -2 (Linkeroever) en 80m lang op niveau -3 (Meir). Er zullen ook liften geplaatst worden.
Volgens plan 2021 (zie Nethervorming basisbereikbaarheid) zouden eind 2021 de vier bovengenoemde tramlijnen vervangen worden door de premetrolijnen M3, M7 en M9. Bovengronds zou dan overgestapt kunnen worden op tramlijn T10. Er werd in maart 2021 besloten om dit plan enkele jaren uit te stellen tot er voldoende nieuwe trams geleverd zijn.

## Vroegere plannen
Volgens vroegere plannen moest dit station een kruistation worden waar de huidige oostwestlijn van de premetro in het verlengde van de Nationalestraat met een noordzuidlijn zou kruisen die ondergronds van het Klapdorp langs de Melkmarkt naar dit station en verder onder de Nationalestraat naar het Museum voor Schone Kunsten op het Zuid zou lopen. Deze plannen zijn nooit verder geraakt dan de ontwerpfase.
In 2022 werden de vroegere plannen naar een kruisstation terug onderzocht. De huidige oostwestlijn zou hierbij gekruist worden met een ondergrondse tramlijn in noordzuidrichting die vanaf het Centraal Station en de Franklin Rooseveltplaats via de Ossenmarkt, de Stadswaag, de Groenplaats en de Bolivarplaats naar het Zuidstation zou rijden.